# Short n' Sweet
Albums de Sabrina Carpenter
Emails I Can't Send
(2022) Man's Best Friend
(2025)
Singles
1. Espresso
Sortie : 11 avril 2024
2. Please Please Please
Sortie : 6 juin 2024
3. Taste
Sortie : 23 août 2024

Short n' Sweet est le sixième album studio de la chanteuse américaine Sabrina Carpenter,,. Il est sorti le 23 août 2024 chez Island Records, marquant le deuxième album de Carpenter avec le label après Emails I Can't Send (2022). Album pop aux influences country, rock et R&B, Short n' Sweet a été produit par Jack Antonoff, John Ryan et Ian Kirkpatrick entre autres.
Une version Deluxe de l'album est sortie le 14 février 2025, comprenant 4 titres inédits ainsi qu'une reprise du single Please Please Please avec la chanteuse country Dolly Parton.

## Production
Le 16 janvier 2024, il a été annoncé que Sabrina Carpenter assisterait au festival Coachella 2024. Après avoir annoncé une nouvelle chanson via des panneaux publicitaires, elle a révélé la sortie du single Espresso le 11 avril 2024, présenté pour la première fois à Coachella.
Dans une interview avec Interview, Sabrina Carpenter a exprimé son enthousiasme pour ses prochaines sorties, ajoutant qu'elle explorera de nouveaux genres, comme elle l'a fait avec son précédent album Emails I Can't Send (2022).
En mars, elle a confirmé au magazine Cosmopolitan qu'elle travaillait sur son nouvel album. Elle a ajouté: « J'ai l'impression de dépasser mes chansons, et c'est toujours un sentiment excitant parce que je pense que cela signifie que le prochain chapitre approche à grands pas. ».

## Sortie et promotion
Carpenter a annoncé la date de sortie le 3 juin 2024, ainsi que la pochette de l'album. Avant l'annonce, elle avait fait la publicité de l'album sur des panneaux d'affichage et via les réseaux sociaux avec des références au nom de l'album.
Le 20 juin 2024, Sabrina Carpenter a annoncé sa tournée internationale, baptisée Short n' Sweet Tour. Le 23 septembre, elle a donné son premier concert à Columbus, dans l'Ohio.
Le 4 février 2025, en remerciement de l'optention de ses deux prix lors de la cérémonie 2025 des Grammy Awards, la chanteuse annonce la version deluxe de l'album, et dévoile sa pochette ainsi que sa tracklist sur ses différents réseaux sociaux.

## Réception

### Réception critique
L'album a remporté le Grammy Award du meilleur album pop vocal en 2025 et Espresso celui de la meilleure prestation pop solo.

### Réception commerciale
L'album se classe n°1 en France affichant 10 354 équivalents ventes sur sa première semaine, avec dans le détail : 6 064 ventes physiques, 88 téléchargements et 4 202 unités générées par les écoutes sur les plateformes de ses différentes chansons.

## Listes des pistes

### Édition standard
| 1.    | Taste                | - Sabrina Carpenter - Amy Allen - Julia Michaels - John Ryan - Ian Kirkpatrick | - Ryan - Kirkpatrick - Julian Bunetta | 2:37 |
| 2.    | Please Please Please | - Carpenter - Allen - Jack Antonoff                                            | Antonoff                              | 3:06 |
| 3.    | Good Graces          | - Carpenter - Allen - Michaels - Ryan - Bunetta                                | - Ryan - Bunetta                      | 3:05 |
| 4.    | Sharpest Tool        | - Carpenter - Allen - Antonoff                                                 | Antonoff                              | 3:38 |
| 5.    | Coincidence          | - Carpenter - Allen - Michaels - Ryan - Kirkpatrick                            | - Ryan - Kirkpatrick                  | 2:44 |
| 6.    | Bed Chem             | - Carpenter - Allen - Michaels - Ryan - Kirkpatrick                            | - Ryan - Kirkpatrick                  | 2:51 |
| 7.    | Espresso             | - Carpenter - Allen - Steph Jones - Bunetta                                    | Bunetta                               | 2:55 |
| 8.    | Dumb & Poetic        | - Carpenter - Allen - Michaels - Ryan                                          | Ryan                                  | 2:13 |
| 9.    | Slim Pickins         | - Carpenter - Allen - Antonoff                                                 | Antonoff                              | 2:32 |
| 10.   | Juno                 | - Carpenter - Allen - Ryan                                                     | Ryan                                  | 3:43 |
| 11.   | Lie to Girls         | - Carpenter - Allen - Antonoff                                                 | Antonoff                              | 3:22 |
| 12.   | Don't Smile          | - Carpenter - Allen - Jones - Ryan - Bunetta                                   | - Ryan - Bunetta                      | 3:26 |
| 36:15 |                      |                                                                                |                                       |      |

### Titre bonus en édition limitée
| 13.   | Needless to Say | - Carpenter - Allen - Ryan - Kirkpatrick | - Ryan - Kirkpatrick - Antonoff | 2:37 |
| 38:52 |                 |                                          |                                 |      |

### Édition deluxe
| 13.   | 15 minutes                              | - Ryan - Bunetta - Allen - Carpenter     | - Ryan - Bunetta                | 3:11 |
| 14.   | Please Please Please (ft. Dolly Parton) | - Antonoff - Allen - Carpenter           | - Antonoff                      | 3:04 |
| 15.   | Couldn't Make It Any Harder             | - Ryan - Bunetta - Allen - Carpenter     | - Ryan - Bunetta                | 2:59 |
| 16.   | Busy Woman                              | - Carpenter                              | - Antonoff                      | 3:06 |
| 17.   | Bad Reviews                             | - Ryan - Allen - Kirkpatrick - Carpenter | - Ryan - Antonoff - Kirkpatrick | 2:21 |
| 50:53 |                                         |                                          |                                 |      |

## Classements hebdomadaires
| Classement (2024)                  | Meilleure position |
| ---------------------------------- | ------------------ |
| Allemagne (Media Control AG)       | 3                  |
| Australie (ARIA)                   | 1                  |
| Autriche (Ö3 Austria Top 40)       | 1                  |
| Belgique (Flandre Ultratop)        | 1                  |
| Belgique (Wallonie Ultratop)       | 1                  |
| Canada (Canadian Albums Chart)     | 1                  |
| Danemark (Tracklisten)             | 3                  |
| Écosse (OCC)                       | 1                  |
| Espagne (Promusicae)               | 1                  |
| États-Unis (Billboard 200)         | 1                  |
| Finlande (Suomen virallinen lista) | 1                  |
| France (SNEP)                      | 1                  |
| Irlande (Irish Albums Chart)       | 1                  |
| Italie (FIMI)                      | 9                  |
| Norvège (VG-lista)                 | 1                  |
| Nouvelle-Zélande (RIANZ)           | 1                  |
| Pays-Bas (Mega Album Top 100)      | 1                  |
| Portugal (AFP)                     | 1                  |
| Royaume-Uni (UK Albums Chart)      | 1                  |
| Suède (Sverigetopplistan)          | 3                  |
| Suisse (Schweizer Hitparade)       | 1                  |

## Certifications
| Pays              | Certification | Unités certifiées |
| ----------------- | ------------- | ----------------- |
| États-Unis (RIAA) | 3 × Platine   | 3 000 000         |
| France (SNEP)     | Platine       | 100 000           |

## Historique des versions
| Date            | Version  | Format(s)                                                    | Édition | Ref.   |
| --------------- | -------- | ------------------------------------------------------------ | ------- | ------ |
| 23 août 2024    | Standard | cassette, CD, téléchargement numérique, streaming, vinyle LP | Island  | [ 37 ] |
| 14 février 2025 | Deluxe   | CD, téléchargement numérique, streaming, vinyle LP           | Island  | [ 38 ] |